# Cogan House Covered Bridge
Die Cogan House Covered Bridge (auch bekannt als Buckhorn Covered Bridge) ist eine historische überdachte Holzbrücke unweit der Cogan House Township, im Lycoming County, im US-Bundesstaat Pennsylvania, in den Vereinigten Staaten.
Die 1877 erbaute Brücke überspannt den Fluss Larrys Creek und ist im Einwegverkehr für PKWs befahrbar. Die Durchschnittsnutzung pro Tag beträgt etwa zehn Fahrzeuge (Stand: 2008).
Der Design der Brücke ist in der Burr-Truss-Bautechnik ausgeführt. Ihre höchste Spannweite beträgt 25 Meter, die Gesamtlänge 28,7 Meter und die Breite 14,4 Meter. Die Höhe der aus Holzschindeln gefertigten Decke beträgt 2,65 Meter. Die Buckhorn Bridge wurde 1998 saniert. Laut National Register of Historic Places hatte die Brücke von 1875 bis 1899 eine besondere Signifikanz.
Die Cogan House Covered Bridge wurde am 24. Juli 1980 im National Register of Historic Places mit der Nummer 80003567 aufgenommen.